# 臺灣都會區

臺灣都會區，大致分為5個大都會區、2個次都會區；分別是臺北、桃園、新竹、臺中、嘉義、臺南、高雄，並組成臺灣西部走廊的重要地帶。臺灣6個直轄市（臺北、新北、桃園、臺中、臺南、高雄）即位於這5個大都會區，3個市（基隆、新竹、嘉義）中的兩個亦為2個次都會區的核心所在。詳見下述。
依據主計處在2010年5月18日發布的新聞稿，上述定義範圍連同全臺灣各種統計地區的分類定義，在當年12月25日停止適用。 目前各都會區的範圍並沒有明確的官方定義。

## 大都會區

### 定義
在同一區域內，由一個或一個以上之中心都市為核心，連結與此中心都市在社會、經濟上合為一體之市、鎮、鄉（稱為衛星市鎮）所共同組成之地區，且其區內人口總數達一百萬人以上。（三十萬人以上，一百萬人以下者為次都會區）

### 臺北大都會區

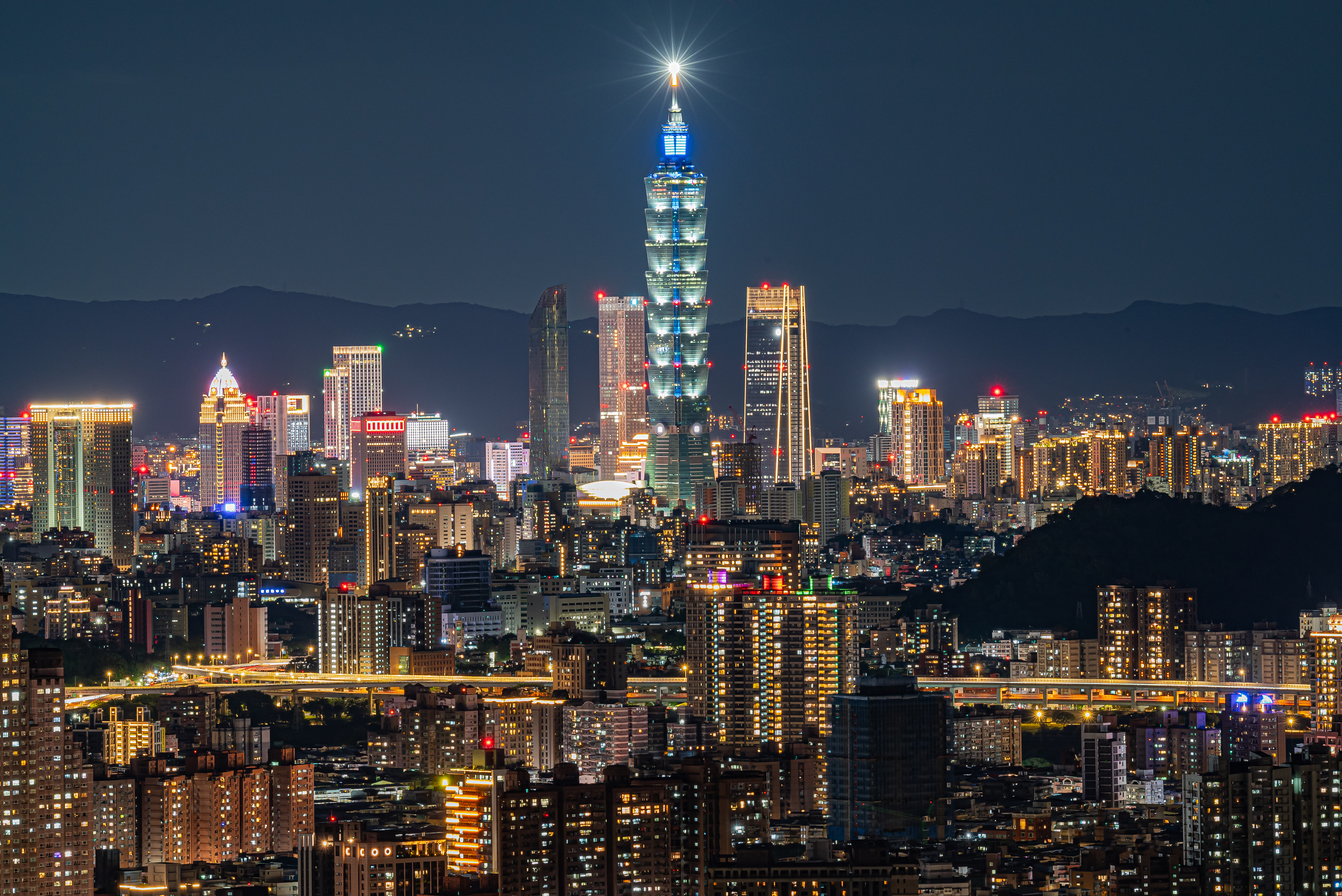
臺北都會區中心區域夜景

#### 範圍
大臺北地區泛指臺灣北部一帶包括了臺北市、新北市以及基隆市的地區，為臺灣最大的都會區。至2017年1月為止，臺北基隆都會區的人口已達7,048,243人，總面積為2,457.1253平方公里。臺北都會區是世界第82大都會區。按照官方在1996年最後一次定義的都會區範圍此區域在2017年6月時，總人口爲671.6萬人，總面積爲1,895.5007平方公里，人口密度爲每平方公里3,543人。各鄉鎭市區中，人口最多的是新北市板橋區；次多的是新北市新莊區；第三是新北市中和區。
另一種統計方式則加入桃園市，人口達9,278,143人，即逼進千萬人口大關，在世界人口普查組織裏爲世界排名第55大都會區。

#### 描述
此區是臺灣的經濟重鎭，商業發展也是以臺北地區最為顯著。臺北地區在清治初期，有著康熙大地震造成的臺北大湖，使得適宜人居的平地面積相對更少；清治後期，臺北大湖沉積成臺北盆地，臺灣的開墾人民逐漸往北移，發現北部的丘陵地帶適合生產大量的茶葉；後因臺灣民變頻繁，清廷就開始將原本涵蓋整個嘉南平原以北的諸羅縣（今嘉義縣）分為三個地區，而其中的淡水廳大致範圍就是今的臺北地區。臺灣建省後，臺灣巡撫沈葆楨在艋舺（今萬華區）建立臺灣省城時，臺灣的經濟、政治重心開始逐漸北移。之後的臺灣日治時期和中華民國政府都將臺灣政經中心放在臺北，使大臺北地區的發展達到了最高峰，目前是臺灣人口最多、各項建設最發達的地區。
臺北市與新北市都是直轄市，臺北市也是中華民國目前的中央政府所在地，因就業機會多、交通建設發達、教育及醫療資源豐富，使臺灣約有4分之1至3分之1的人口集中在大臺北地區。

### 桃園中壢大都會區

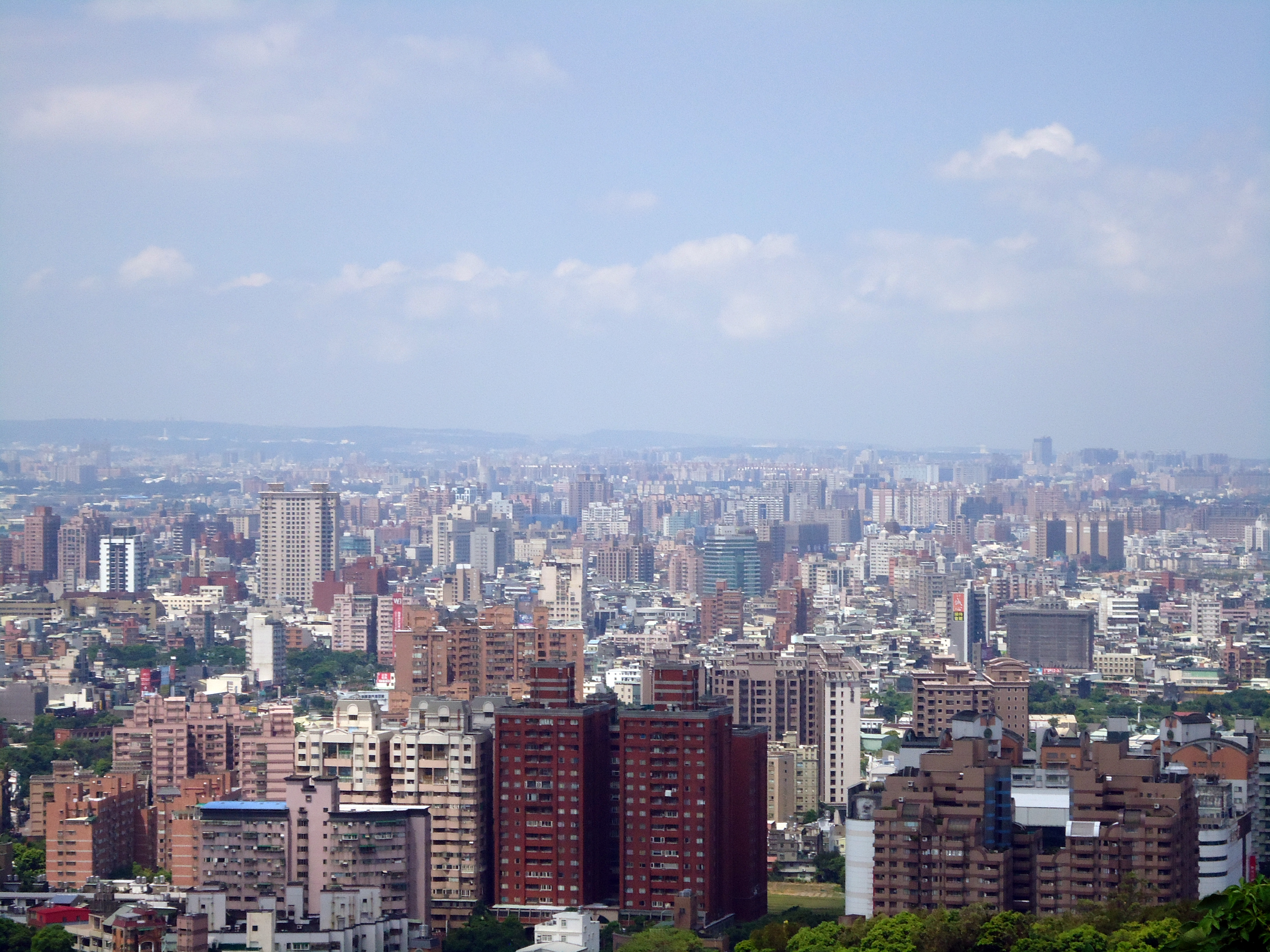
虎頭山環保公園所見之桃園-中壢都會區

#### 範圍
大桃園地區泛指桃園市（復興區、大園區除外）以及新北市鶯歌區等地區，都會區核心為桃園市的桃園區及中壢區，屬臺灣第四大都會區。其與臺北都會區合併計算世界都會排名。

#### 描述
該地區就位於大臺北都會區的西南方，以兩個市轄區為主要經濟發展中心（桃園、中壢兩區）。桃園地區自歷史以來，都不是經濟發展的重心，直到臺灣日治時期開始，桃園一帶的行政區域階級才被漸漸的提升。直到中華民國政府遷臺，實施十大建設後，於桃園轄內的大園興建中正國際機場（今臺灣桃園國際機場），才使桃園市成為臺灣北部對外交通的兩大門戶之一（另一個是基隆港所在的基隆市）。同時桃園也是臺灣工業重鎮，產值為全國第一。目前桃園市的桃園區、中壢區與臺北市之間來往的人口相當多，通勤通學的人數也相當高。此區目前是臺灣人口成長速度最快的區域，近幾年興建的桃園捷運與五股楊梅高架橋也為桃園地區的交通帶來新面貌。

### 臺中彰化大都會區

#### 範圍

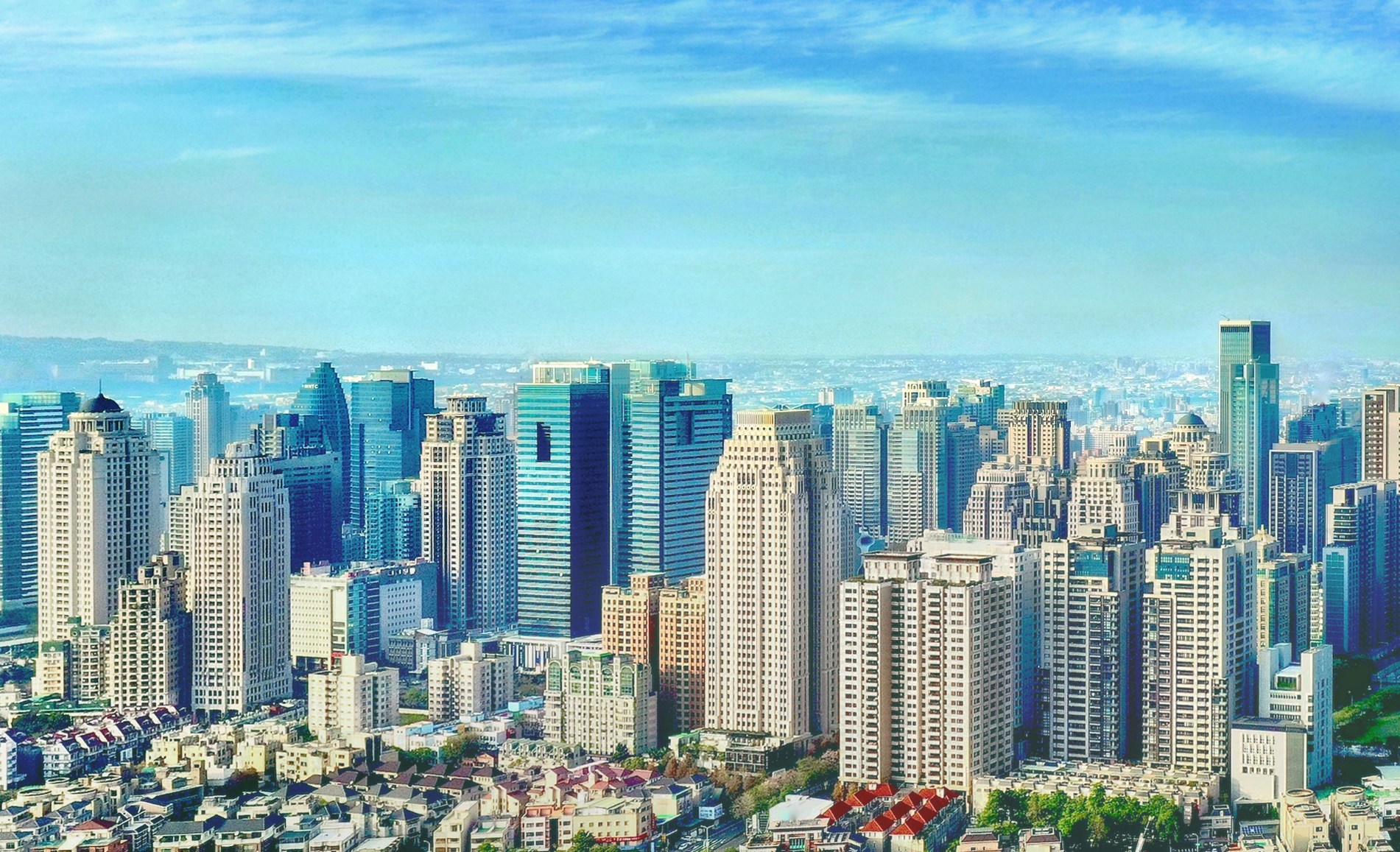
臺中都會區中心區域景色

大臺中地區泛指臺灣中部一帶包括了臺中市以及彰化縣的部分地區，為臺灣第二大都會區，在世界人口普查組織裡為世界排名第149大都會區。按照官方最後在1996年的定義範圍，2017年7月該都會區總人口為4,054,385人；總面積為1801.2517平方公里；人口密度為每平方公里2,099.78人。各鄉鎮市區中，人口最多的是臺中市北屯區；次多的是臺中市西屯區；第三是彰化縣彰化市。

#### 描述
此區目前正處於快速發展的狀態。臺中縣市2010年升格直轄市，該區是臺灣南、北交通的中點之一，是臺灣三大都會圈之一。臺中捷運除了綠線已通車之外，其他路線正在計畫及興建中，臺鐵基本上完成了臺中都會區鐵路高架捷運化計畫，使臺中市區完成縫合，消弭都市發展的障礙。臺中港在港口貿易量已是臺灣第二大港，而臺中國際機場旅客與貨運的成長數也逐年成長，2013年國際航廈落成啟用，國內航廈亦於2019年開始整建。而中部科學園區在西屯區與后里區設有臺中基地、后里與七星基地，使臺中市成為高科技產業與精密機械的重鎮；中部科學園區四期與中興園區的開發協助彰化、南投產業升級。臺中市憑藉優越的地理位置與便利的公路網而成為區域的消費中心，外加二級產業發展蓬勃帶來更多外來人口，因此服務業高度發達且競爭激烈。此外，位於市區的原水湳機場亦被規畫成水湳經貿園區，是臺中大都會區未來的發展重心。
臺中有很多風景名勝與藝文場館，如：臺中國家歌劇院、國立自然科學博物館、國立臺灣美術館、亞洲現代美術館、臺中都會公園、大坑風景區、高美溼地、東勢林場、谷關溫泉與武陵農場等。彰化縣在交通便捷後，設立花卉、蔬果專業生產區，提供都市的一般民眾、專業人士所需。

### 臺南大都會區

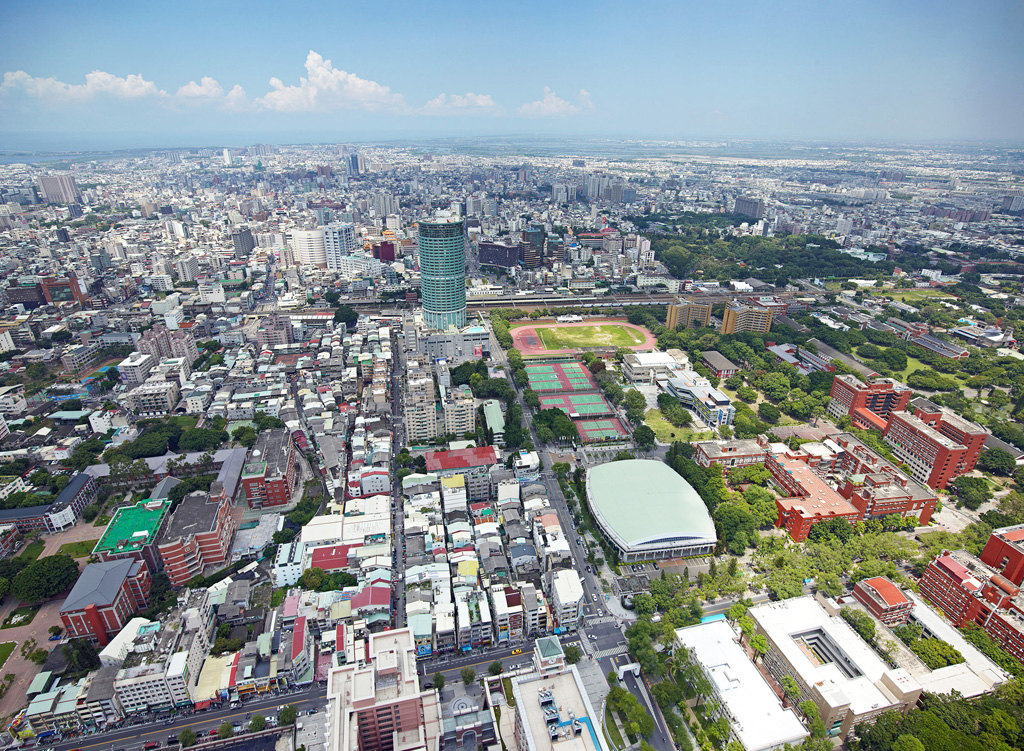
臺南都會區

#### 範圍
大臺南地區位於臺南市內，包括原舊臺南市市區及周邊原舊臺南縣的鄉鎮市，為臺灣第五大都會區，在世界人口普查組織裡為世界排名第331大都會區，為南台灣第二大城，各鄉鎮市區中，人口最多的是台南市永康區；次多的是台南市安南區；再來是台南市東區。

#### 描述
臺南市是臺灣最早創建的城市，嘉南平原現今為臺灣農業重鎮，臺南市更是南臺灣科技業重鎮，臺南都會區為嘉南平原第二大都會區。荷蘭時期，在安平建立熱蘭遮城；隨後的明鄭時期更在臺南上建立首府，使臺南發展達到顛峰。清末由於臺灣發展重心北移，以及安平港的淤積而優勢盡失。日治時期還是臺灣第二大城，並於嘉南大圳、烏山頭水庫完成後，使嘉南平原成為臺灣穀倉。目前由於中研院南院、工研院南院與南部科學園區的設立，以及擁有國立成功大學與國立交通大學臺南校區，使得臺南市成為臺灣南部的產學重鎮（北部為新竹市），逐漸扭轉南、高之間的就業環境，使人口有所增加，為南臺灣唯一人口微幅增加之都會區。
近年來到訪臺南市的遊客遽增，逐漸成為觀光大城，觀光方面有荷蘭時期遺留的安平古堡、赤崁樓、創建於明鄭時期的臺南孔廟更有全臺首學之稱、近年來臺南州廳、臺南公會堂、林百貨、臺南地方法院等日治時期建築陸續修復完工，也成為新一代觀光景點。由於做為近300年的臺灣首府，使得臺南市留下了各種風格迥異的特色建築；巷弄文化更是全台獨有，許多老屋透過振興活化後搖身一變成為特色餐廳、咖啡館、特色商店等等，廟宇、古蹟密度為全臺灣第一，臺南特色小吃、大型夜市、特色商圈更是吸引了許多美食饕客，現以宜居、樂活城市著稱。
近期交通建設積極，道路與公路總長度排名全台第一，高速公路與快速道路也是全台最長。交通網路以市區內最為發達，呈放射型之格局，連結各衛星城鎮，為南臺灣交通樞紐之一。

### 高雄大都會區

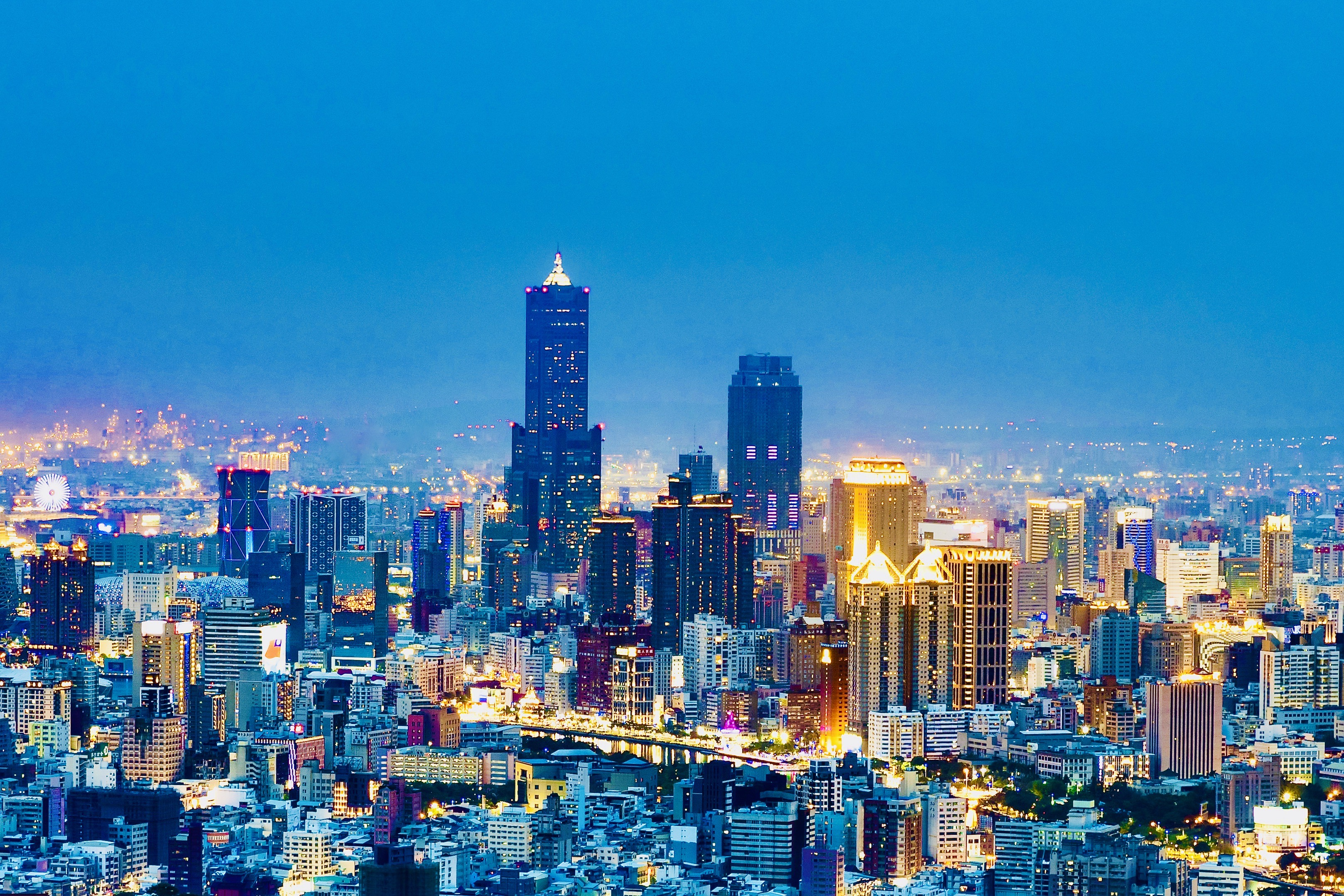
高雄都會區中心區域景色

#### 範圍
大高雄地區指高雄市以及屏東縣的部分地區組成，為臺灣第三大都會區，在世界人口普查組織裡為世界排名第171大都會區。按照官方最後在1996年的定義範圍，都會區總人口在2017年7月共有3,615,163人；總面積為1,329.8498平方公里；人口密度為每平方公里2,300.16人。各鄉鎮市區中，人口最多的是高雄市鳳山區；次多的是高雄市三民區；再來是屏東縣屏東市。

#### 描述
高雄市是臺灣主要的重工業發展區域，南臺灣第一大城，並作為臺灣重要的國際港口樞紐。
高雄的發展，主要是在臺灣從農業社會轉型成工業社會後，1950年代至1960年代，以輕工業為主，設置高雄加工出口區，1966年在成立楠梓加工出口區。1970年代，施行十大建設，設立高雄港與大型造船廠、煉鋼廠、石化廠，隨後高雄港就一直是臺灣第一大港，為臺灣進出口的重要港口，最佳排名曾為國際第三大港。
21世紀後，高雄陸續有大型公共建設，亞洲新灣區、高雄科學園區、高雄國家體育場、高雄巨蛋、愛河整治、高雄市立圖書館總館、高雄展覽館、衛武營國家藝術文化中心、高雄流行音樂中心、高雄市區鐵路地下化，以及已通車的高雄捷運紅線、橘線及環狀輕軌、台灣高鐵，使高雄成為全國硬體建設最健全的城市之一，目的也是讓高雄的產業不再獨重工業。現今高雄正處於產業轉型陣痛期，面臨產業外移與人口外移的險峻挑戰。
而高雄港則在第二港口南側外海水域，以海埔新生地開發高雄港洲際貨櫃中心，預期提升高雄港競爭力、吸引外商前來布局；高雄港港口貨物吞吐量約占臺灣整體港口貨物吞吐量五成、貨櫃裝卸量則占整體七成左右 。

## 次都會區

### 定義
在同一區域內，由一個或一個以上之中心都市為核心，連結與此中心都市在社會、經濟上合為一體之市、鎮、鄉（稱為衛星市鎮）所共同組成之地區，且其區內人口總數達三十萬人以上，一百萬人以下。（一百萬人以上者為大都會區）定義時新竹都會區尚未破百萬，但今已破百萬人口。

### 新竹次都會區

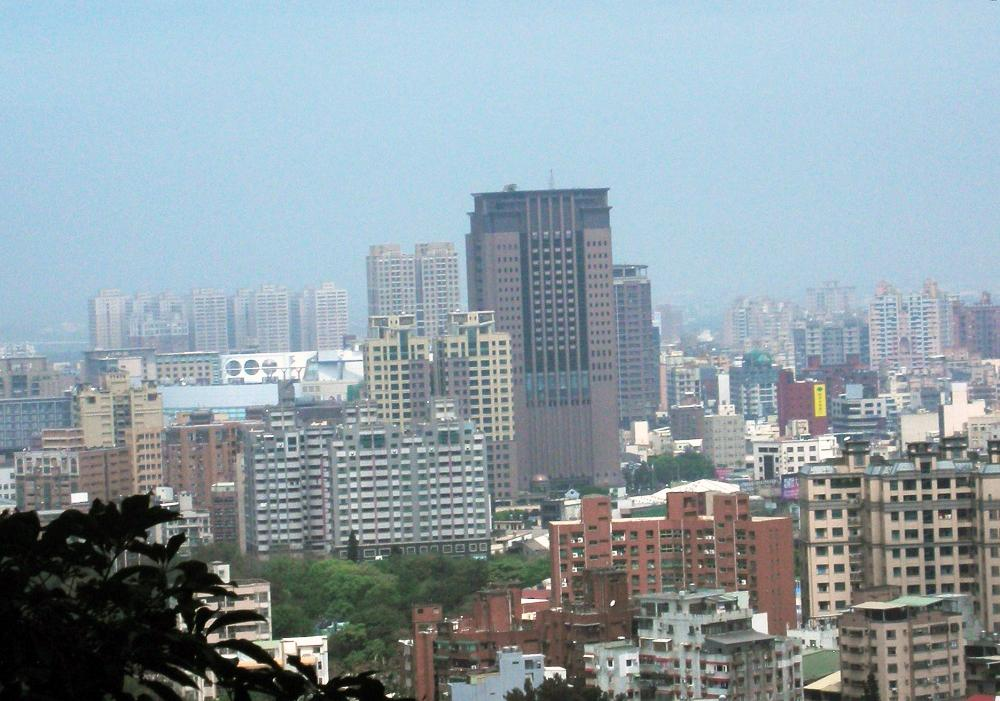
新竹次都會區

#### 範圍
新竹地區包含新竹市，也包含部份新竹縣的行政區所組成，為臺灣第六大都會區，在世界人口普查組織裡為世界排名第644大都會區，都會區核心為新竹市東區，新竹縣市的戶籍人口即將突破一百萬人，實居人口則已超過一百萬人。

#### 描述
新竹地區的居民在新竹市是以閩南人為主（75%），在新竹縣則以海陸腔客家人為主。新竹市交通便捷，使人口遽增，目前是臺灣出生率最高的都會區。新竹市有高度的教育水準，國立清華大學、國立交通大學等多所名校於此。因為人口持續成長，近年來已興建臺鐵六家線、規劃竹竹苗輕軌等多項大型交通建設以解決交通問題。新竹科學園區和1930年工研院的設立之後成為臺灣的高科技重鎮。清朝時已建立基隆到新竹的鐵路，新竹車站已經有一百餘年的歷史了。原為道卡斯族竹塹社的居住地。在2007年，高鐵通車，新竹與其他臺灣城市緊密連結，使商務往來更加快速。近十年來，工商業非常熱絡，吸引外縣市民眾前來居住，也因此新竹市成為臺灣少數人口正成長的都會區，更因為新生兒生育率高，成為老化指數低的年輕城市。

### 嘉義次都會區

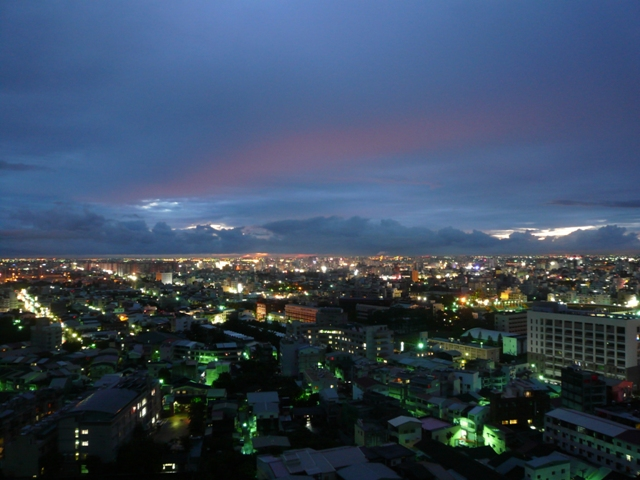
嘉義次都會區

#### 範圍
嘉義地區包含嘉義市，也包含部份嘉義縣的行政區所組成，為臺灣第七大都會區，為嘉義地區最重要的交通、經濟、文化、教育、醫療及體育中心。

#### 描述
位於嘉南平原中心地帶，地理位置良好。核心都市嘉義市為雲嘉南地區僅次於臺南市的第二大城、南台灣第三大城，亦為兩大都會區之間（臺中都會區以南、臺南都會區以北）的最大城市，目前為臺灣最小的都會區。除了嘉義市本身以服務業、商業、部分工業為主之外，周遭地區仍以農業、工業、文化觀光為主，因地緣與距離因素，與北臺南部分行政區如新營區與白河區等亦交流密切。近年來嘉義市和民雄、水上、中埔及太保衛星都市，由於各界觀光資源(如嘉義亞洲藝術文化博物館、熊大庄觀光工廠、白人牙膏觀光工廠等等)的投入，逐漸轉型成觀光重鎮，帶動區域發展；阿里山則由林業轉為觀光業為主，現為著名觀光勝地，闢有阿里山森林鐵路以及由嘉義縣公車所經營的臺灣好行阿里山線。此區域內唯一的航空站為嘉義機場，有飛往澎湖馬公、金門的固定航班，也可包機飛航國際線(紀錄有飛往日本靜岡縣靜岡機場、中國上海浦東國際空港等)。近年來都會區內重要的交通建設有嘉義市區鐵路高架化計畫新設嘉北車站、嘉義BRT以及嘉義轉運站、高鐵嘉義站(含轉運站部分)、故宮南院轉運站(南站、北站)等等。此區域內有國立中正大學、國立嘉義大學等知名學府，區域核心嘉義市亦為區域內的醫療重心，擁有10間醫院(如嘉義基督教醫院、天主教聖馬爾定醫院、衛生福利部嘉義醫院、臺中榮民總醫院嘉義分院)，醫療相關從業比例相當高。